# トヨタ・ハリアー
ハリアー（HARRIER）は、トヨタ自動車が製造・販売している高級中型クロスオーバーSUVである。

## 概要
「高級サルーンの乗り心地と快適性を兼ね備えたクロスオーバーSUV」として開発され、1997年に初代モデルが発売された。「高級クロスオーバーSUV」という新たなジャンルを開拓した先駆的モデルであり、後に世界中のメーカーから数多くの追随モデルが発売されることとなった。そのため、トヨタを代表する高級大型クロスオーバーSUVの代名詞的存在である。
日本国外では初代と2代目モデルが同社の「レクサス」ブランドにおいて「RX」として販売されていた。日本においては2009年に発売された3代目RXでレクサス店での取扱いに移行したが、その後も2代目モデルの2.4 L車及びハイブリッド車が「ハリアー」ならびに「ハリアーハイブリッド」として継続して販売されていた。その後、約1か月の休売期間を経て3代目ハリアーにフルモデルチェンジされ、RXから分離・独立した車種として展開されている。

## 初代（1997年-2003年） SXU・ACU・MCU1#
カムリ（6代目カムリ・XV20系）のプラットフォームをベースとして1997年12月に登場。
エンジンは1MZ-FE型V型6気筒3,000 ccまたは5S-FE型直列4気筒2,200 ccであり、駆動方式は4WDとFFの2種類がある。トランスミッションは4速ATのみ。
1998年6月には特別仕様車“ハリアーザガート (ZAGATO)” が登場した。V6モデルをベースに専用アルミホイールやオーバーフェンダーなどを装備。これはイタリアのカロッツェリアであるザガート社とのコラボレーションモデル。
2000年のマイナーチェンジで、直列4気筒エンジンを2,200 ccから2AZ-FE型2,400 ccに変更。またベースグレード以外にディスチャージヘッドランプを採用（後にベースグレードにもディスチャージヘッドランプを搭載した特別仕様車“プライムセレクション”が発売）。良-低排出ガス認定を受ける。
広告のキャッチコピーは「WILD but FORMAL」、雄ライオンの頭部を持つ若き紳士がイメージキャラクターとなり、「乗用車ベースのラグジュアリークロスオーバーSUV」という新たなジャンルを表現していた。
2003年1月に生産終了。在庫対応分のみの販売となる。
2003年2月、2代目と入れ替わる形で販売終了。

## 2代目（2003年-2013年） ACU・MCU・GSU3#
2003年2月17日にフルモデルチェンジし発売。キャッチフレーズは「ALL ROUND WINNER」。日本国内の月間販売台数は2,500台、日本国外の月間販売台数は9,000台を目標にする。エンジンはV型6気筒3,000 cc、または直列4気筒2,400 cc。トランスミッションは5速AT（3,000 cc）、または4速AT（2,400 cc）になる。駆動方式は初代同様、4WDとFFの2種類。
V6 3,000 ccの最上級グレード（=AIRS、エアー・エス）には電子制御エアサスペンションを搭載し、またレーダークルーズコントロールで用いているミリ波レーダーを併用する、自動車装備として世界初となるプリクラッシュセーフティシステムをオプションとして選択可能であった。
2005年には、ハイブリッド仕様のハリアーハイブリッドもラインアップに追加。3,300 ccのV6エンジンと高出力モーターとを組み合わせ、高い加速性能と低燃費を両立させた。月間販売目標は500台と発表された。
2006年1月10日には一部改良された。1MZ-FEエンジンが廃止され、新開発の3,500 cc・2GR-FEエンジンに換装された。また、350Gの2WD車にVSC&TRCを標準装備し、240Gと350Gには光軸調整用のオートレベリング機構付きのディスチャージヘッドランプを設定し、全車標準装備にした。全車にシートベルト警告ブザー、2鏡面式補助確認装置、ワイヤレスドアロック対応キー3本（従来は1本）を標準設定、カーナビゲーションをHDDタイプに改めるなど装備を大幅に充実させた。
2006年には250台限定でトヨペット店50周年記念の特別仕様車“ハリアーザガート (ZAGATO)” が登場。先代同様、ザガート社とのコラボレーションモデルで、改良内容も先代とほぼ同じである。レッドマイカメタリックは専用色（他にホワイトパールクリスタルシャイン、ブラックも設定）。今回はV6のほか、直4も選択可能。
2008年1月10日、特別仕様車“ハリアー240G Lパッケージアルカンターラプライムバージョン” が登場。Ｌパッケージ”の装備に加え、18インチアルミホイール、3ボタンワイヤレスドアロックリモートコントロール（キー一体式標準車2ボタン）、パワーバックドア、本革（サイド＋アームレスト）＆アルカンターラ仕様（メイン＋ヘッドレスト）の専用シート表皮、助手席4wayマルチアジャスタブルパワーシート、カップホルダー・収納ボックス付きリアセンターアームレスト、アルカンターラ仕様の専用車検証入れ、LEDハイマウントストップランプ付カラードリヤスポイラー（標準車はブラックのスポイラー）を採用。また、特別色として、ライトブルーマイカメタリックを用意した。さらにHDDナビゲーションシステム（音声ガイダンス機能付きカラーバックガイドモニター）などを特別装備し、より高級感を高めた仕様となっている。
2009年1月にはハリアーのレクサスブランド版である「レクサス・RX」の3代目が日本市場に投入されたが、2代目ハリアーは以後も販売が継続される（3,500 ccモデルはRXへ移行される形で廃止）。
2009年8月18日には「240G」をベースに、スイッチ操作でバックドアを自動で全開閉できるパワーバックドア（挟み込み防止機能付）や「Lパッケージ」で人気の高い運転席マルチ8ウェイマルチアジャスタブルシート（電動ランバーサポート付）、4:2:4分割可倒式シート、シート表皮（ジャガード織物）を採用して高級感を演出した特別仕様車「240G "Lパッケージ・Limited"」を発売。
2011年10月3日には「240G」をベースに、アルカンターラの専用シート表皮及び専用車検証入れ、木目調+本革巻き3本スポークステアリングホイール、シフトレバー&ノブを採用。さらに、スイッチ操作でバックドアを全開閉できるパワーバックドア（挟み込み防止機能付）、8ウェイマルチアジャスタブルシート（電動ランバーサポート付）、スーパークロームメタリック塗装を施した17インチアルミホイールを装備し、魅力ある仕様とした特別仕様車「240G"Lパッケージ・ALCANTARA Selection"」を発売。
2013年9月、生産終了。
2013年10月24日、販売終了。公式ホームページの掲載も一旦終了した。

### 2代目グレード・特徴 （2006年1月10日 一部改良後の排気量）
- AIRS 3,500 ccのみ - 18インチアルミホイール（エアロリング付）が標準装備され、エアサスペンションが唯一標準装備される最上級グレード。
- G "プレミアムLパッケージ" 3,500 cc / 2,400 cc - 18インチアルミホイール（スーパークロームメタリック）、JBLプレミアムサウンドシステムが標準装備され、AIRSの標準装備品がオプションで装着できるグレード。
- G "Lパッケージ" 3,500 cc / 2,400 cc - 17インチアルミホイール（スーパークロームメタリック）が標準装備され、クルーズコントロールなどが取り付け不可なグレード。
- G 3,500 cc / 2,400 cc - クロームメタリック加工されていない17インチアルミホイールが標準装備され、木目調のハンドルが装備されない、ベースグレード。それでも本革巻きステアリングは標準装備。

## 3代目（2013年 - 2020年） ZSU6#W/ASU6#W/AVU65W

### 概要
3代目RXの導入に伴い、ハリアーは2代目をもって廃止が予定されていたが、トヨタ勝又グループの2代目社長・勝又基夫（当時の千葉トヨペット社長も兼務）が猛反対し、自ら先頭に立ち全国トヨペット店の総力を結集してハリアー廃止反対署名を集め、トヨタ自動車に存続を掛け合った。その結果、RXとは異なる3代目ハリアーの開発が行われることになった。
先代では「ハリアーハイブリッド」として独立していたハイブリッド車を「ハリアー」として統合。ガソリン車・ハイブリッド車ともにグレード構成は共通となった。プラットフォームと基本コンポーネンツを4代目RAV4（日本未発売）と共用している。
外観はハリアー伝統の水平基調のプロポーションを受け継ぎつつ、リアクオーターピラーを前傾させたほか、フロントデザインはバンパーコーナー部を後方に引くことでフロントオーバーハングのボリュームを抑えつつ、立体的で力強い塊感を表現するとともにシャープで彫の深い造形とした。また、LEDヘッドランプを全車標準装備し、3本のライン状に発光するクリアランスランプを備えたほか、リアコンビネーションランプは光り方にグラデーションを付けた斬新な造形とした。同時にナンバー灯も白色LEDになり、スポーティーなデザインになった。
ボディカラーはオプションカラーの「スパークリングブラックパールクリスタルシャイン」をはじめとするダークカラー系5色を含む7色を設定したほか、内装色も新色の「ディープボルドー」を含む3色全てをダークカラー系とした。
パワートレインは全面刷新の上ダウンサイジングされ、ガソリン車はバルブマチックを備えた2.0 Lの3ZR-FAE型を採用するとともに、トランスミッションをCVT（Super CVT-i） に変更。さらに、アイドリングストップシステムも標準装備。ハイブリッド車は2.5 Lの2AR-FXE型を搭載。トヨタ製ハイブリッド車で主流の「リダクション機構付THS II」の採用により燃費を向上し、「PREMIUM"Advance Package"」及びガソリン・2WD車、ハイブリッド車は「平成27年度燃費基準+20 %」を、「GRAND」・「ELEGANCE」・「PREMIUM」のガソリン・4WD車は「平成27年度燃費基準+10 %」をそれぞれ達成した。また、全長・ホイールベースを短縮したことで最小回転半径を5.3 m（17インチタイヤを装着したガソリン車の場合）とし、一方で後席のひざ前空間を拡大するなど、ゆとりのある室内空間を両立。ラゲージスペースはショックアブソーバーの配置変更を行ったことで9.5インチゴルフバックの場合で4個入ると同時に、デッキボード下にも収納スペースが設けられたことで荷室の収容能力を向上した。
センターコンソール内にQi（チー）に対応した機器であればケーブルレスで充電できる「おくだけ充電」（NTTドコモの登録商標）を備え、ガソリン車にはトヨタ車では初採用となる蓄冷エバポレーターを備えたことでアイドリングストップ時でもより長い時間冷気を車内に送ることが可能となった。また、安全装備も、運転席からの目視だけでは確認しにくい車両周辺の状況を車両の前後左右に搭載された4台のカメラで撮影された映像を継ぎ目なく合成し、シフト操作との連動で標準装備のナビゲーション画面に真上から見たような映像が映し出され、さらに車両の前後進行方向に左右から近づいてくる歩行者などを検知して知らせるパノラミックビューモニター（左右確認サポート付）を採用するなど、先進の安全性能も採用された。
一方、先代モデルに装備されていたインテリジェントAFSやエアサスペンションは3代目では装備されていない。

### 年表
2013年7月24日
3代目モデルのプロトタイプ車両のデザイン並びにティザーサイトが公開。
2013年の冬に全国のトヨペット店を通じて発売する予定、と発表した。
2013年11月13日
フルモデルチェンジ。
ガソリン車は12月2日発売。ハイブリッド車は2014年1月15日発売。
2014年12月22日
「“G's”」を設定。(2015年1月30日発売）
「“G's”」とは、より幅広いユーザーに「走りの味」「クルマの楽しさ」を提供するために、GAZOO Racingのテストドライバーがトータルチューニングを施し、「意のままに操れる」ハンドリング性能を実現するとともに、架装工程のインライン化などにより、購入しやすい価格設定を実現したスポーツコンバージョン車シリーズである。
ベース車両は「ELEGANCE」のガソリン車であり、グレード名は「ELEGANCE“G's”」となる。駆動方式は2WD（FF）と4WDを設定。ボディカラーは、ベース車両と同様7色から選択可能。
メカニズムでは、全高を約35 mmダウンさせた専用チューニングサスペンションに加え、床下剛性アップパーツやスポット溶接打点の追加などによるボディ剛性の向上のほか、ブレーキにはG's専用キャリパー（フロント）や高μパッドを採用。
エクステリアでは、G's専用のフロントバンパーやアッパーグリル、ラジエーターグリル、フードモール（カラード）、LEDイルミネーションビーム、リヤバンパー、マフラー（大径バッフル）などを採用。また、ロッカーモールはブラック塗装に変更。また、ハリアーでは初採用となる235/50R19タイヤ（ブリヂストン DUELER H/P SPORT）に専用アルミホイール（ブラック塗装＋切削光輝）を組み合わせている。
インテリアでは、G's専用スポーティシート（G'sエンブレム＋シルバーダブルステッチ）をフロントに採用し、インストルメントパネルやセンタークラスターパネルにダークメッキ調塗装加飾を施している。
2015年6月2日
一部改良、同時に特別仕様車を発売。
「PREMIUM"Advance Package"」は、パノラミックビューモニターに運転席から車両を透かして外を見るような映像を表示するシースルービュー機能を追加し、SDナビゲーションシステムはT-Connect SDナビゲーションシステムに変更。また、プリクラッシュセーフティシステム（ミリ波レーダー方式）を廉価グレードの「GRAND」にもメーカーオプションとし、全グレードに設定を拡大した（PREMIUM"Advance Package"のみ標準装備）。ボディカラーは「ダークスチールマイカ」に替わり、「ブラッキッシュアゲハガラスフレーク（メーカーオプション）」を新たに設定した。
同日に発売された特別仕様車「PREMIUM Style MAUVE（モーヴ）」は「PREMIUM」をベースに、インストルメントパネル、ドアトリムなどに専用内装色の「スティールモーヴ」を採用。随所にダークバイオレットのステッチを施すとともに、ダークバイオレットのシートベルト、ピアノブラック調の本革巻き3本スポークステアリングホイール、ファシネイトブラック加飾のシフトパネル、アルカンターラのシート表皮（メイン材）を採用している。さらに、運転席8ウェイ＆助手席4ウェイパワーシート（運転席4ウェイ電動ランバーサポート付）&マイコンプリセットドライビングポジションシステム（ステアリング・シート）、快適温熱シート（運転席・助手席）を特別装備とした。エクステリアでは、ブラック塗装に切削光輝を施した専用18インチアルミホイールを特別装備。ボディカラーには特別設定色の「レッドマイカメタリック」を含む5色を設定した。なお、「Advance Package」専用装備品を追加した「PREMIUM Advanced Package・Style MAUVE」も併せて設定。
2016年5月23日
特別仕様車「PREMIUM"Style ASH（アッシュ）"」を設定。（6月1日発売）
「PREMIUM"Style ASH（アッシュ）"」は、「PREMIUM」をベースに、内装色をグレー基調とし、「ウルトラスエード」のシート表皮（ライトグレー・メイン材）と合成皮革（ウォームグレー）を組み合わせた専用シートや、インストルメントパネル・ドアトリムなどに専用内装色「ウォームグレー」を採用し、随所にライトグレーのステッチを施した。また、ピアノブラック調の本革巻き3本スポークステアリングホイール、ブルーの輝きを持たせたヘアライン調加飾のシフトパネルを採用した。装備面では2015年6月に発売された「PREMIUM Style MAUVE」同様に、運転席8ウェイ＆助手席4ウェイパワーシート（運転席4ウェイ電動ランバーサポート付）&マイコンプリセットドライビングポジションシステム（ステアリング・シート）、快適温熱シート（運転席・助手席）を特別装備とした。エクステリアでは、ブラック塗装に切削光輝を施した専用18インチアルミホイールも特別装備。ボディカラーには特別設定色の「ブルーメタリック」を含む5色を設定した。併せて、「Advanced Package」の装備を追加した「PREMIUM Advanced Package・Style ASH」も設定される
2017年6月8日
マイナーチェンジ。
2.0 L直噴ターボエンジン「8AR-FTS」型を搭載したターボ車を新設定。トランスミッションには6 Super ECTを搭載。駆動方式は2WD (FF）と4WDを設定。ターボ車専用装備として、車両のロール剛性を高めるパフォーマンスダンパーを搭載し、走行制御モードスイッチにスポーツモードを追加。専用の18インチアルミホイール（切削光輝＋ダークグレーメタリック塗装）を標準装備。エクステリアでは、スモーク調メッキ加飾ヘッドランプ、専用フロントグリル（ロア・アッパー共）を採用。インテリアでは、シート表皮に「ウルトラスエードと合成皮革」（ブラック×レッド）を採用するほか、シフトパネルにメタルカーボンの加飾を施した。また、本革巻き3本スポークステアリングホイール（レッドステッチ×ディンプル加工）も装備している。
安全装備では、衝突回避支援パッケージ「Toyota Safety Sense P」、電動パーキングブレーキ、ブレーキホールドを全車に標準装備。インテリジェントクリアランスソナーは機能強化を行い、低速走行時などアクセルが踏まれない場合やワイパー高速作動時でも作動し、超音波センサーを8個に増やしたことで右左折時やハンドルが切れている状態でも衝突緩和が可能となった。また、LEDシーケンシャルターンランプ、LEDコーナリングランプを「ELEGANCE」のガソリン車・ハイブリッド車を除く全車に標準装備した。そのほか、T-Connect SDナビゲーションシステムを9.2インチに拡大し視認性を向上。パワーバックドアにはバックドアが閉まりきるのを待たずにロックが可能な予約ロック機能を追加するとともに、開度をマルチインフォメーションディスプレイで5段階に調整可能なほか、任意の高さを記録するメモリー機能も備えた。また、フロントシートにシートベンチレーション機能を設定し、パワースイッチの操作やシートベルトの脱着で運転席のシートを自動的に前後にスライドする運転席オートスライドアウェイ機能を設定した（Metal and Leather Package専用装備）。
エクステリアは、フロントグリル（アッパーグリル）、フロントバンパーのデザインを変更。リアコンビネーションランプもデザインを変更し、赤色の面発光を採用した。ボディカラーは「ブラッキッシュアゲハガラスフレーク（メーカーオプション）」、「ブラッキッシュレッドマイカ」、「ダークブラウンメタリック」を廃止し、新たに「ダークレッドマイカメタリック」と「ダークブルーマイカメタリック」を追加。全6色を設定している。
インテリアでは、内装色「アイボリー」に替わり、ターボ車専用となる「ブラック×レッド」に加え、新たに「ダークサドルタン」を新設定。インテリア加飾は一新され、従来までの「ウッド&メタル」、「エボニーストライプ」に替わり、「黒木目×幾何学調」を採用。本革巻き3本スポークステアリングホイールは、「ELEGANCE」がディンプル加工を採用。「PREMIUM」と「PROGRESS」は、木目調に替わって、黒木目×幾何学柄を採用した。
グレード構成では、最廉価グレードの「GRAND」を廃止し、「PREMIUM Advance Package」は「PROGRESS」に改称。また、「PREMIUM」と「PROGRESS」には、新たに「Metal and Leather Package」を新設した。「Metal and LeatherPackage」の専用装備として、シート表皮に「プレミアムナッパ本革」を採用するほか、快適温熱シート＋シートベンチレーション（運転席・助手席）（新採用）、運転席8ウェイ＋助手席4ウェイパワーシート、電動ランバーサポート（運転席・4ウェイ）、マイコンプリセットドライビングポジションシステム（ステアリング・シート）、運転席オートスライドアウェイ（新採用）を標準装備とした。
2017年9月19日
「GR」を追加。
「GR」は、2017年6月のマイナーチェンジに伴って廃止されたスポーツコンバージョン車「G's」に替わるスポーツカーシリーズ。ハリアーには「ELEGANCE」のガソリン車およびターボ車をベース車両とし「ELEGANCE"GR SPORT"」として販売される。
モデル概要は概ね「G's」に準じる。変更点としては、19インチホイールが「エンケイ」製の新デザインに変更されたほか、新デザインの専用アッパーグリル、フォグランプ、リヤコンビネーションランプ、バックドアガーニッシュを採用。インテリアでは、専用小径本革巻き3本スポークステアリングホイール（シルバーステッチ＋GRエンブレム＋スポーク部：ダークシルバー塗装）を新採用したほか、インストルメントパネルは、ダークシルバー塗装ガーニッシュ＋シルバーステッチに変更されている。
2018年4月
衝突回避支援パッケージの名称を「Toyota Safety Sense P」から、「Toyota Safety Sense」に変更。（公式発表無し）
2018年9月3日
特別仕様車「PROGRESS"Style BLUEISH（ブルーイッシュ）"」が発売された。
「PROGRESS」をベースに、シート表皮を特別設定のブラック×ブルーに、シフトパネルやドアスイッチベースをブルー木目に、ステッチカラー（本革巻き3本スポークステアリングホイールを含む）をブルーにそれぞれ変更された。外観は18インチアルミホイールを切削光輝+ブラック塗装仕様に統一し、ヘッドランプエクステンションはガソリン車とハイブリッド車はスモーク調メッキ加飾、ターボ車はブラック加飾がそれぞれ施され、フードモールやサイドプロテクションモールは漆黒メッキに変更された。また、「Metal and Leather Package」の装備品が追加された「PROGRESS"Metal and Leather Package・Style BLUEISH"」も設定されており、ブラック×ブルーのシート表皮がプレミアムナッパ本革仕様となり、シフトパネルはブルー木目に加えてアルミヘアライン加飾が施される。
ボディカラーは「スパークリングブラックパールクリスタルシャイン（オプションカラー）」と特別設定色の「ブラックマイカ」の2色が設定される。
2019年7月2日
特別仕様車「PREMIUM"Style NOIR（ノアール）"」が発売された。
「PREMIUM」のターボ車をベースに、内装はインストルメントパネル・ドアトリム・ステアリングスイッチのベゼル部にダークシルバー塗装、ドアスイッチベース・シフトパネル・オプティトロンメーターにピアノブラック加飾がそれぞれ施された。外観はブラック塗装・切削光輝が施された専用18インチアルミホイールが特別装備されたほか、ヘッドランプエクステンションにスモーク調メッキ加飾、フードモールやサイドプロテクションモールに漆黒メッキが採用された。また、インテリジェントクリアランスソナー（パーキングサポートブレーキ(静止物)）も特別装備された。
ボディカラーはオプションカラーの「スパークリングブラックパールクリスタルシャイン」と「ホワイトパールクリスタルシャイン」に、特別設定色の「ブラックマイカ」を加えた3色が設定される。
2020年6月16日
4代目と入れ替わる形で販売終了。

### グレード構成

#### 2013年12月販売型
- GRAND - S-VSC、ドライブスタートコントロール、ヒルスタートアシストコントロール、防眩インナーミラー、サイドターンランプ付電動格納式リモコンカラードドアミラー（レインクリアリングミラー、オート格納機能付）&補助確認装置、本革巻き3本スポークステアリングホイール、ステンレスドアスカッフプレート（フロント/車名ロゴ入り）などを備えた廉価グレード。ガソリン車とハイブリッド車でホイールの仕様が異なり、ガソリン車は樹脂フルキャップ付スチールホイール、ハイブリッド車はアルミホイールとなる（なお、ガソリン車は「ELEGANCE」以上のグレードでアルミホイールとなる）。
- ELEGANCE - 運転席2ウェイ電動ランバーサポートを追加するとともに、サイドターンランプ付電動格納式リモコンカラードドアミラーに足元照明が、ステンレスドアスカッフプレートにオーナメントが、イルミネーテッドエントリーシステムにフロント足元照明・フロントインサイドドアハンドル照明・ドアミラー足元照明それぞれ追加され、シート表皮をファブリック（上級）+合成皮革に、運転席が8ウェイパワーシートにそれぞれグレードアップした普及グレード。本革シートやマイコンプリセットドライビングポジションシステム（ステアリング・シート）助手席4ウェイパワーシートなどの一部装備品がこのグレードからメーカーオプションにより装備可能となる。
  - ELEGANCE"G's" - 専用チューニングサスペンションの採用により全高を約35 mmローダウン化するとともに、床下に剛性アップパーツを追加し、スポット溶接打点の追加などによってボディ剛性を向上し、ブレーキに専用キャリパー（フロント）や高μ（ミュー）パッドの採用によって制動力を向上。また、外観は専用フロントバンパーやアッパーグリル、ラジエーターグリルを装備。内装では「G's」エンブレムとシルバーダブルステッチを施した専用スポーティシートをフロントに採用し、インパネとドアトリムにダークメッキ調塗装+シルバーステッチを採用するなどしている。なお、ガソリン車のみの設定。
- PREMIUM - クルーズコントロール、レーンディパーチャーアラート（ステアリング制御付）、オートマチックハイビーム、パワーバックドア（挟み込み防止機能・停止位置メモリー機能付）、「ナノイー」を追加するとともに、防眩インナーミラーに自動防眩機能が、左右独立温度コントロールフルオートエアコンに湿度センサー・前席集中モードが、ステンレスドアスカッフプレートにイルミネーションがそれぞれ追加され、フロントドアガラスがスーパーUVカット&IR<赤外線>カット機能・撥水機能付に、ウォッシャー連動間欠フロントワイパー（ミスト機能付）が雨滴感応式に、チルト&テレスコピックステアリングが電動（オートチルトアウェイ&リターン機能付）にそれぞれグレードアップし、アルミホイールを18インチにサイズアップした上級グレード。
- PREMIUM Advance Package - 「PREMIUM」の装備内容に加え、レーダークルーズコントロール（ブレーキ制御付）、インテリジェントクリアランスソナー、プリクラッシュセーフティシステム（ミリ波レーダー方式）、パノラミックビューモニター（左右確認サポート付）、おくだけ充電、SDナビゲーションシステム&JBLプレミアムサウンドシステムを追加し、サイドターンランプ付電動格納式リモコンカラードドアミラーにヒーターと左右カメラを追加した最上位仕様。

#### 2017年6月改良型
- ELEGANCE - UVカット機能・撥水機能付フロントドアグリーンガラス、時間調節式ウォッシャー連動間欠フロントワイパー（ミスト機能付）などを備えた普及グレード。2013年12月販売型に設定されていた「GRAND」が廃止されたことで、廉価グレードを兼ねるようになる。なお、ガソリン車・ハイブリッド車とターボ車で装備内容が異なり、ターボ車はガソリン車・ハイブリッド車では「PREMIUM」以上のグレードでの装備となる一部の装備が加わる。
  - ELEGANCE"GR SPORT" - 外観にはホワイト塗装+GRロゴ入りのブレーキキャリパーと専用エンブレム（前後、サイド）を装備し、内装にはGRロゴ入りの専用スポーティシートや専用メーター、専用スタートスイッチ、専用マフラー、小径ステアリングホイールを装備し、ドアトリムやフロントシートなどには専用加飾やシルバーステッチを、ドアスイッチベースなどにはカーボン調加飾がそれぞれ施された。さらに、サスペンションに専用チューニングが施され、スポット打点の追加とブレースの追加を行った。なお、本仕様はガソリン車とターボ4WD車のみの設定となる。
- PREMIUM - 「ELEGANCE」の装備内容にパワーバックドア（挟み込み防止機能・停止位置メモリー機能・予約ロック機能付）と「ナノイー」を追加装備し、フロントドアグリーンガラスをスーパーUVカット&IR<赤外線>カット機能・撥水機能付に、ウォッシャー連動間欠フロントワイパー（ミスト機能付）を雨滴感応式にそれぞれグレードアップし、防眩インナーミラーに自動防眩、スマートエントリーにカードキー、ステンレスオーナメント付ドアスカッフプレート（フロント/車名ロゴ入り）にイルミネーション、イルミネーテッドエントリーシステムにフロントドアスカッフイルミネーションを追加した上級グレード。
  - PREMIUM Metal and Leather Package - 「PREMIUM」に、プレミアムナッパ本革シート表皮、快適温熱シート+シートベンチレーション（運転席・助手席）、運転席8ウェイパワー&助手席4ウェイパワーフロントシート、4ウェイ電動ランバーサポート（運転席）、マイコンプリセットドライビングポジションシステム（ステアリング・シート）、運転席オートスライドアウェイ、ピアノブラック加飾のドアスイッチベース、アルミヘアライン加飾のシフトパネルとフロントコンソール（カップホルダー・小物入れ付）を追加した仕様。シート表皮のカラーは通常「ブラック」だが、「ダークサドルタン」を設定することも可能である。
- PROGRESS - 「PREMIUM」の装備内容にインテリジェントクリアランスソナー（「ELEGANCE」・「PREMIUM」はメーカーオプションで装備可能）、パノラミックビューモニター（左右確認サポート+シースルービュー機構付）、T-Connect SDナビゲーションシステム+JBLプレミアムサウンドシステムを追加装備し、サイドターンランプ付電動格納式リモコンカラードドアミラー（ミラーヒーター・オート格納機能・足元照明付）にカメラ（左右）を追加した最上位グレード。
  - PROGRESS Metal and Leather Package - 「PROGRESS」に、「PREMIUM Metal and Leather Package」と同等の装備品を追加したグレード。シート表皮のカラーは「ブラック×レッド」となる。

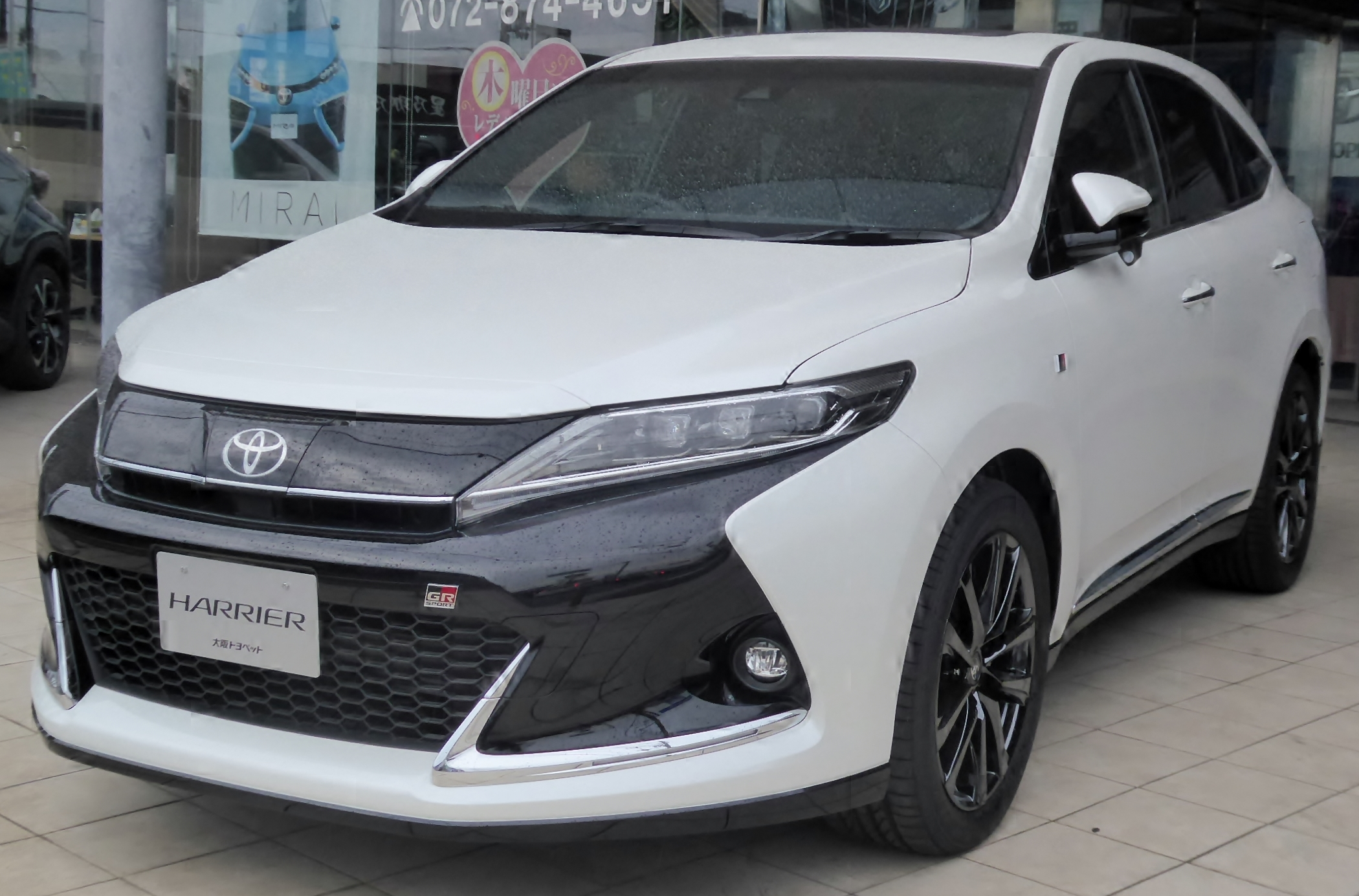
2017年6月改良型 TURBO ELEGANCE"GR SPORT" フロント
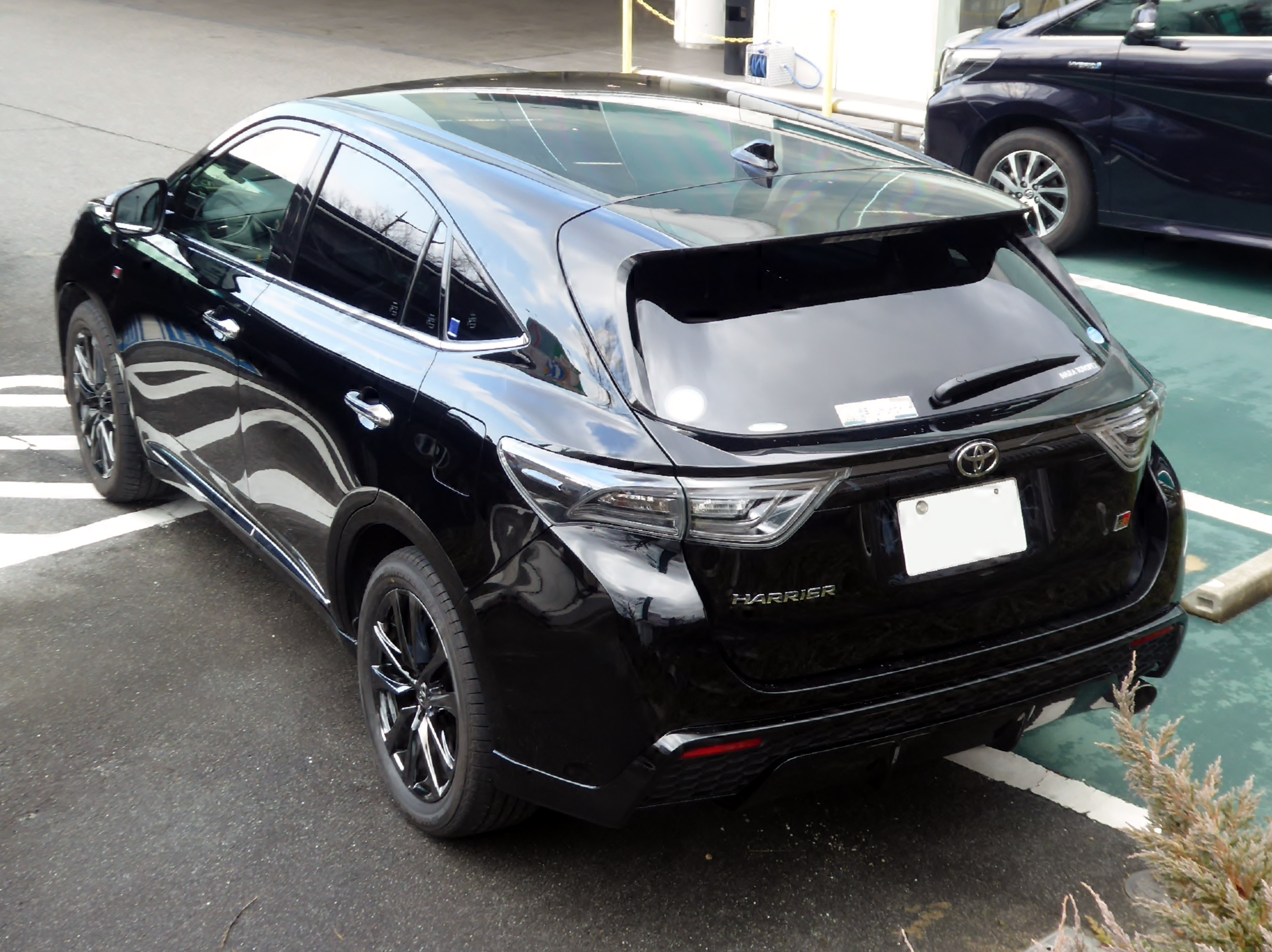
2017年6月改良型 TURBO ELEGANCE"GR SPORT" リア
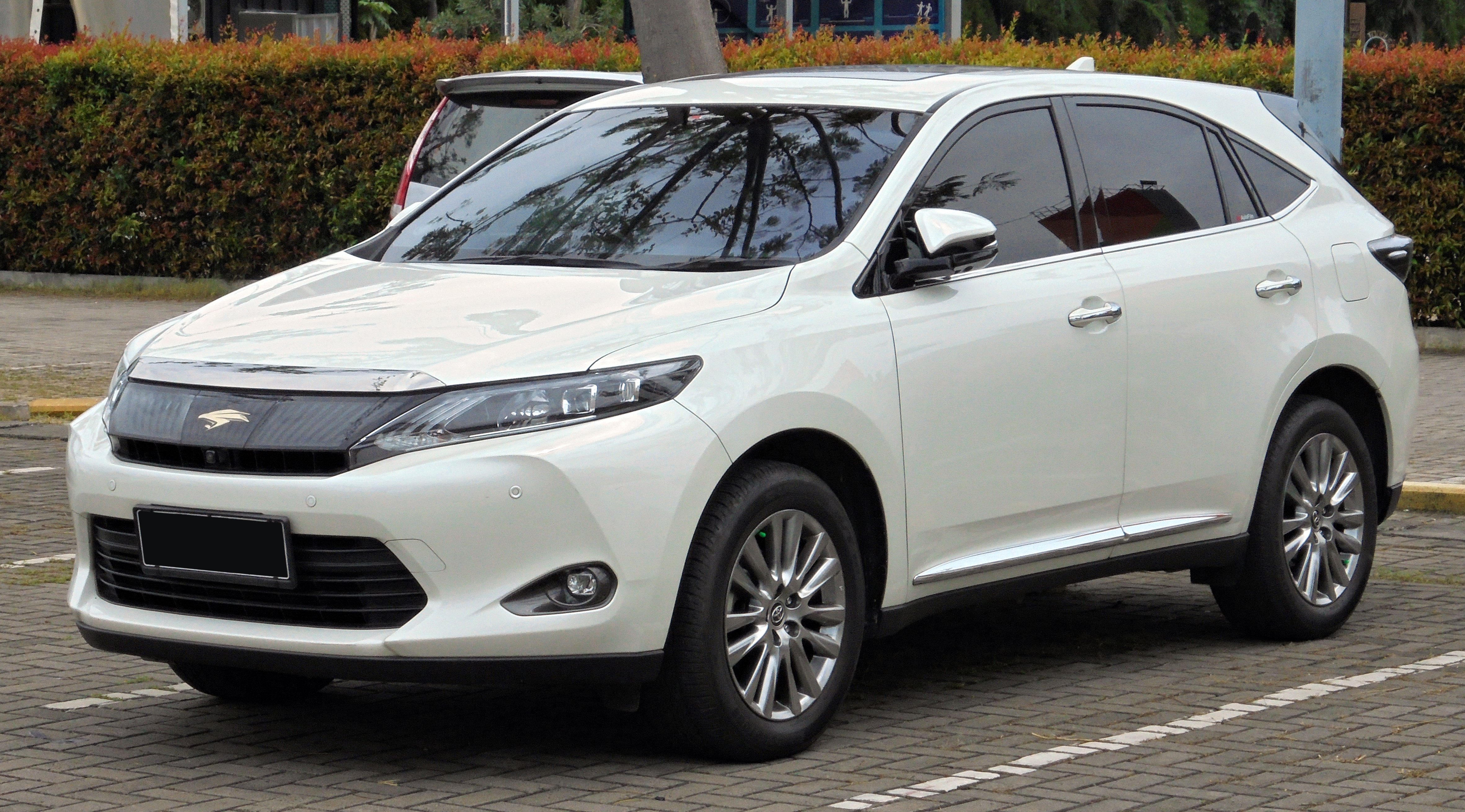
2013年12月販売型 PREMIUM フロント
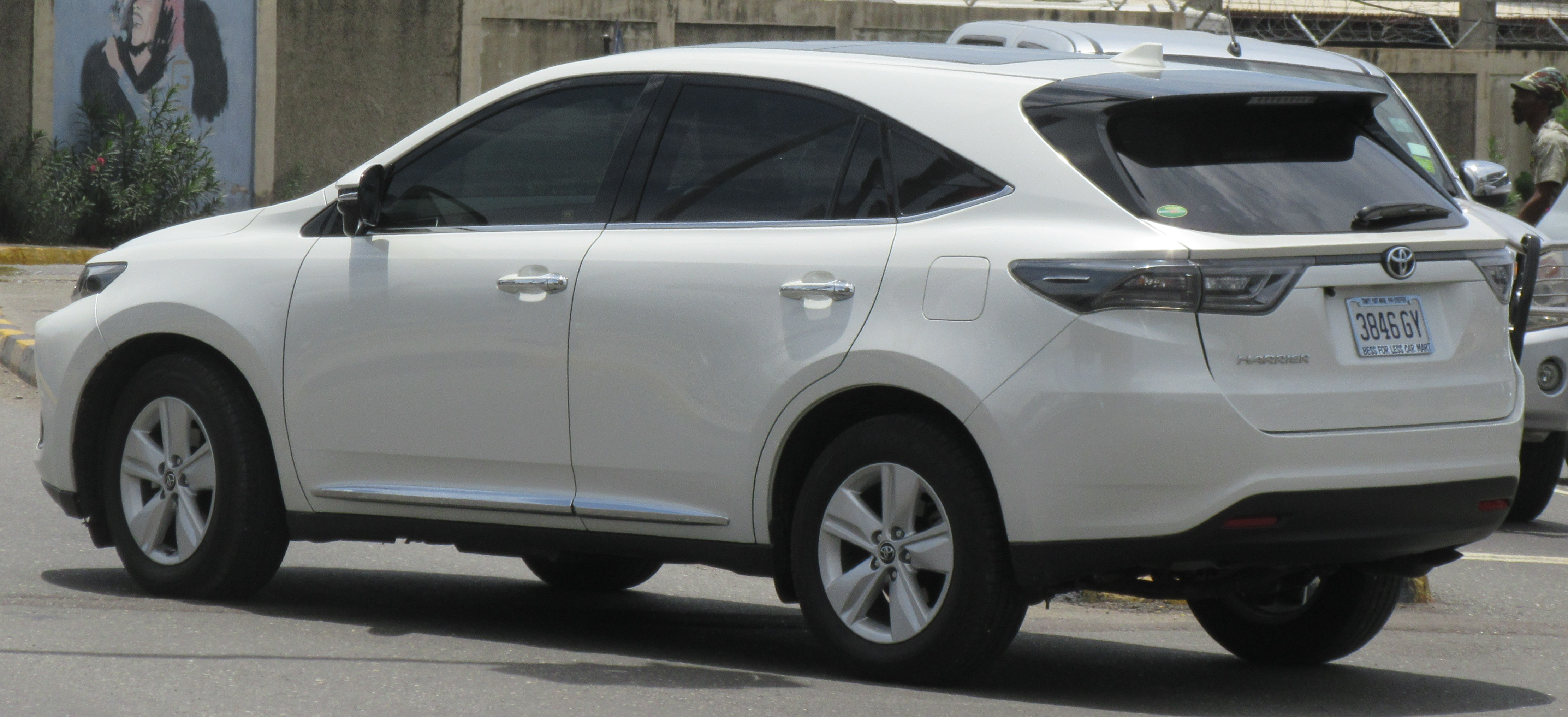
2013年12月販売型 ELEGANCE リア
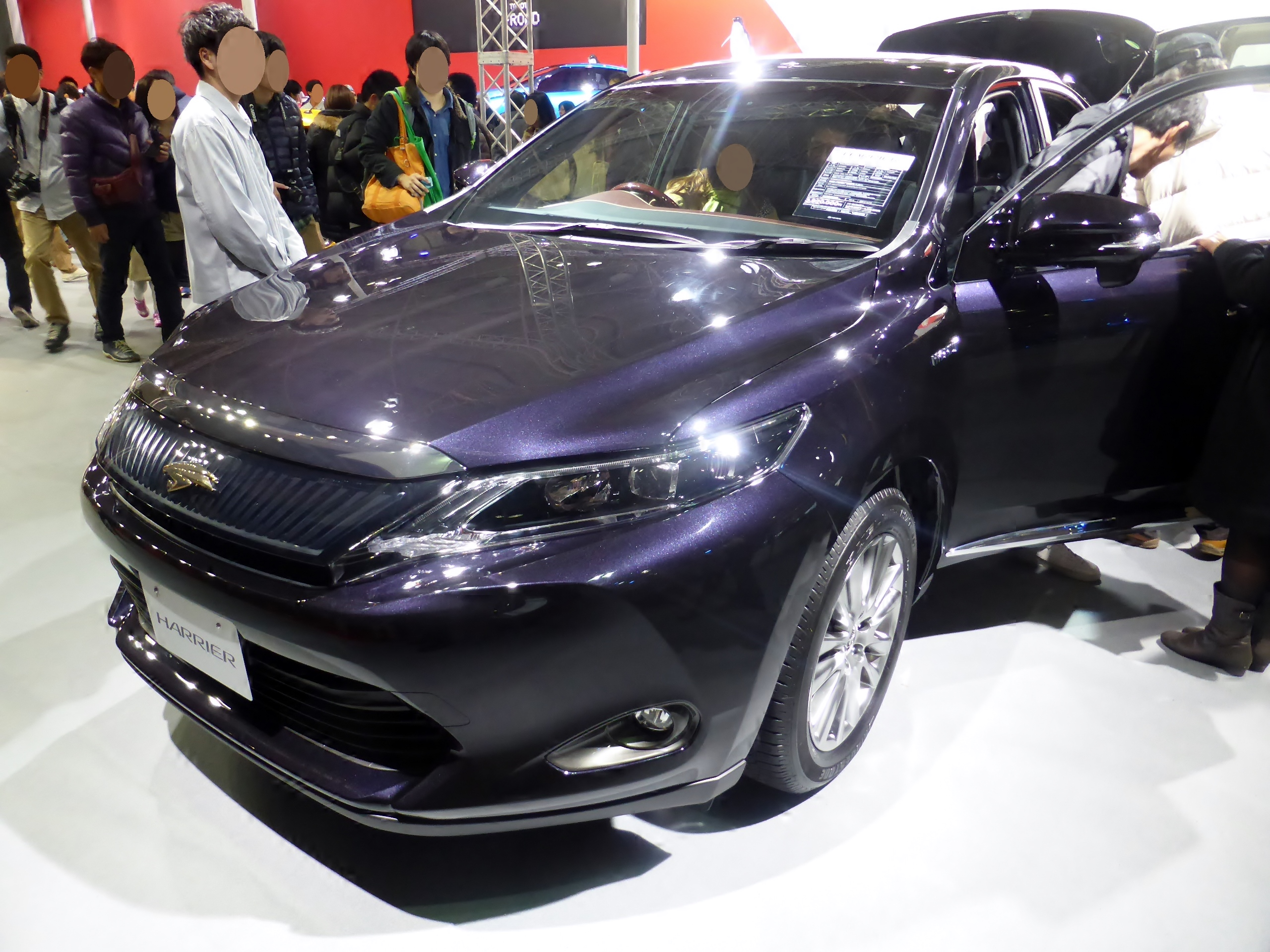
2013年12月販売型 ハイブリッド PREMIUM フロント
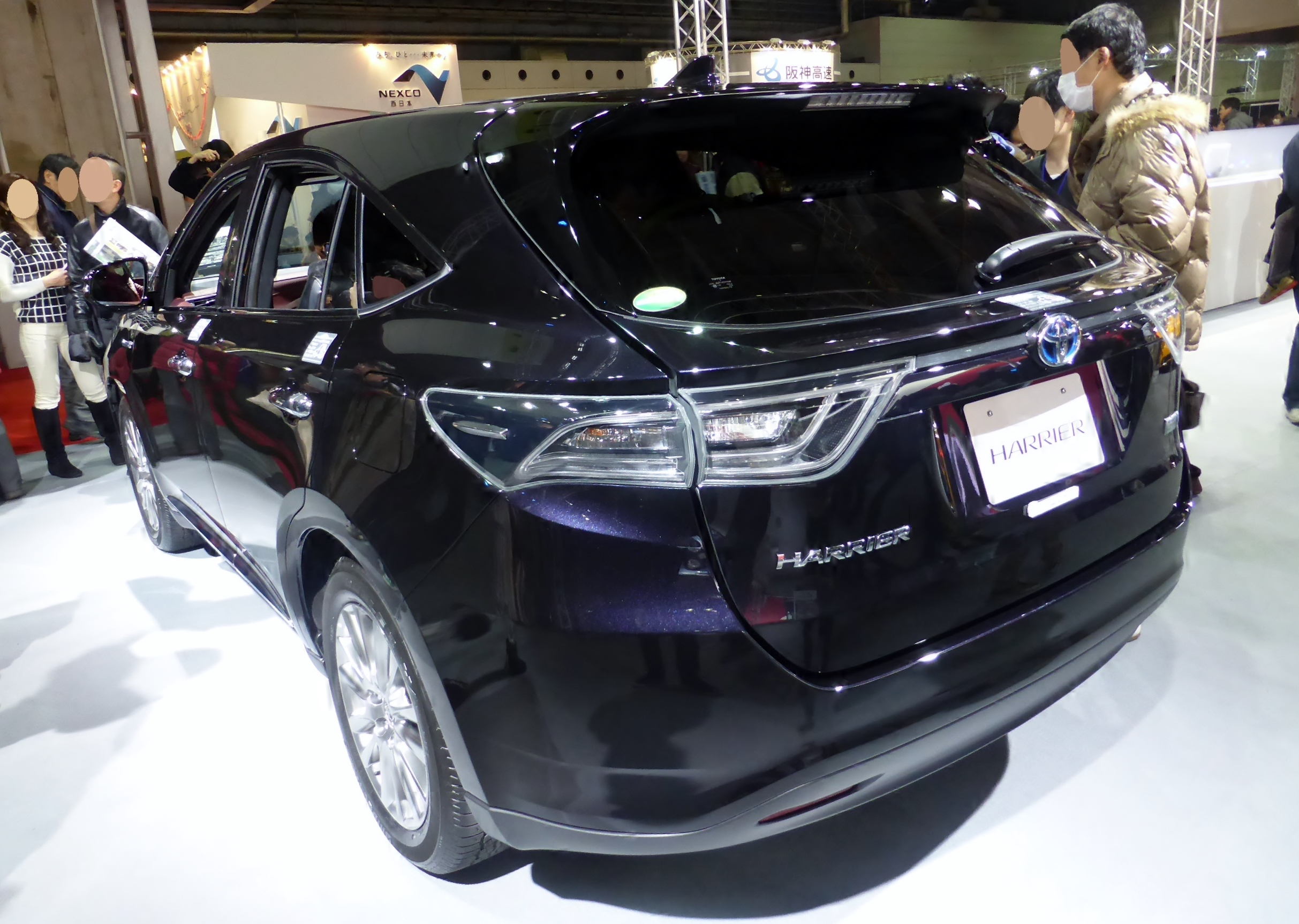
2013年12月販売型 ハイブリッド PREMIUM リア
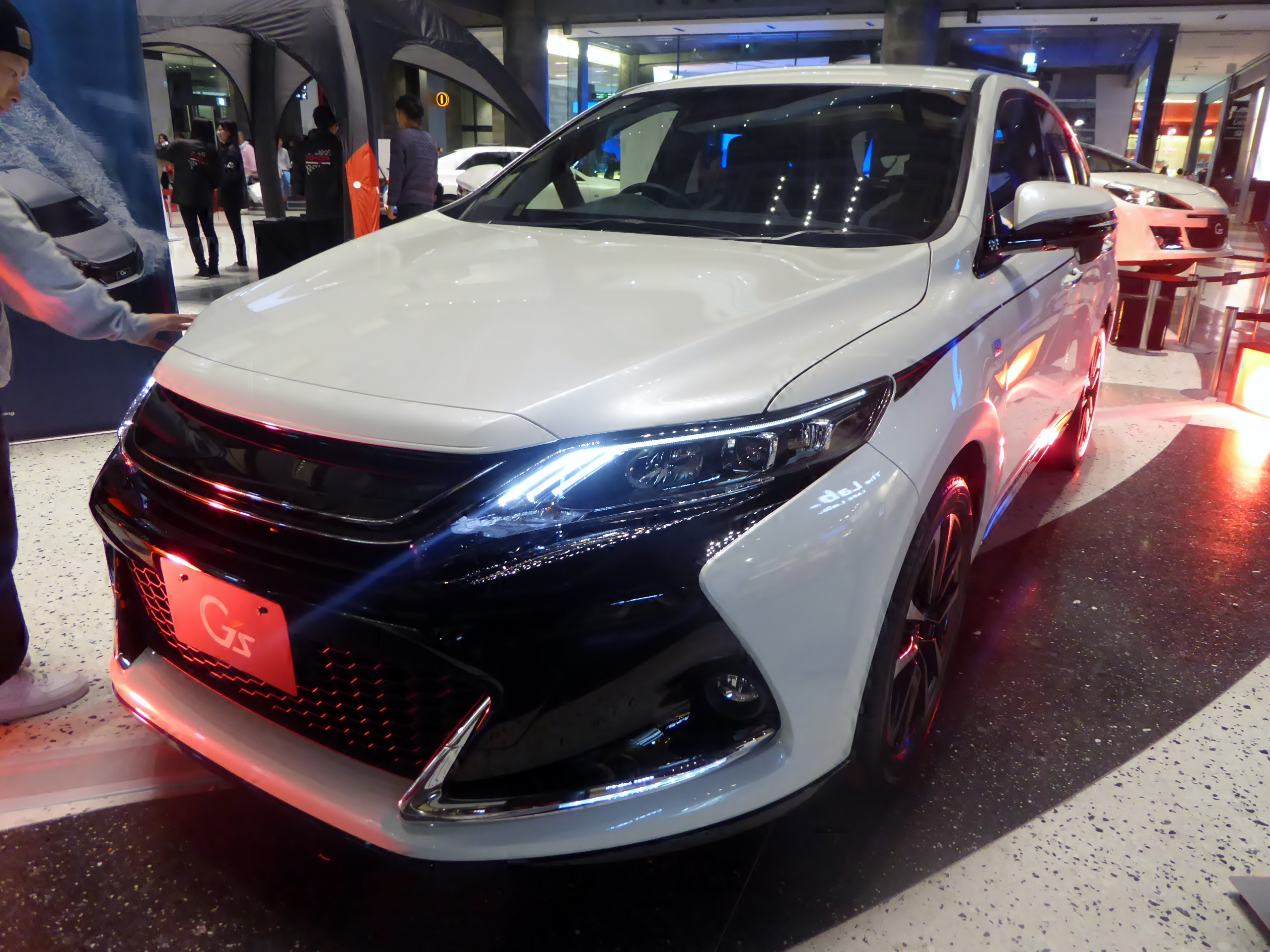
2013年12月販売型 ELEGANCE"G's" フロント
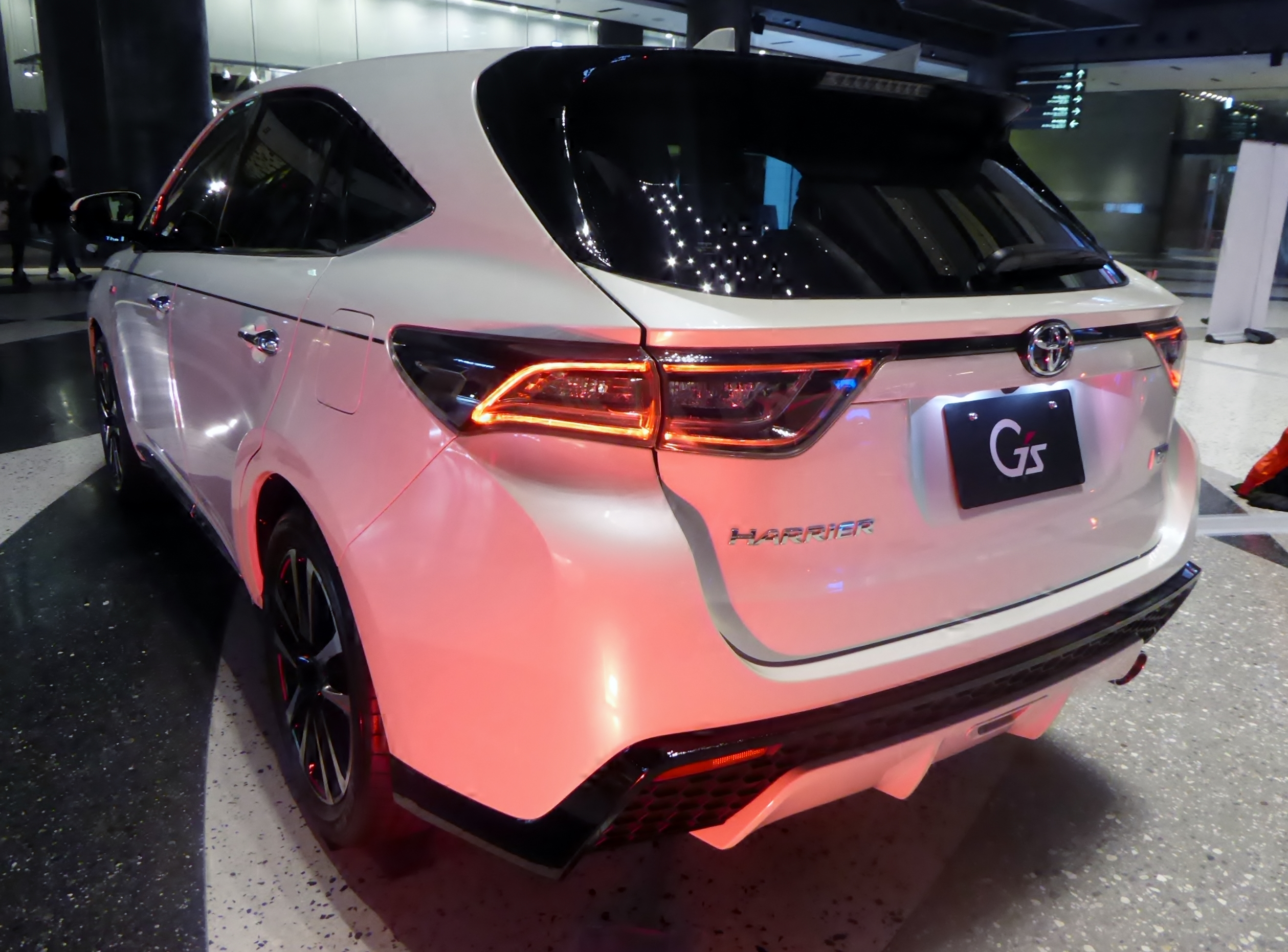
2013年12月販売型 ELEGANCE"G's" リア

## 4代目（2020年 - ）MXUA8#/AXUH8#/AXUP85

### 概要
実用性やスペックではなく品質やデザインを重視した、クーペフォルムのSUVとされている。
本代より、従来からのトヨペット店に加え、トヨタ店、トヨタ西東京カローラを除くカローラ店、ネッツトヨタ多摩・ネッツトヨタ東都を除くネッツ店でも取り扱われることから、初代から続いてきた「フロントグリルのチュウヒのエンブレム」がトヨタのエンブレムに変更された。
また、先代は日本国内専用車だったが、本代は本格的グローバルモデルとなった。北米市場では、2020年に2代目ヴェンザとして販売され、2022年からは中国での現地生産が開始された。
内装では、前席を中心に後席の頭上まで覆う大きなガラスにトヨタ車初となる調光機能を備えた調光パノラマルーフが採用された。
プラットフォームを従来の「新MCプラットフォーム」から既存の5代目RAV4と共通の「GA-Kプラットフォーム」を採用。パワートレインはダイナミックフォースエンジンの採用により全面刷新され、ガソリン車はM20A-FKS型、ハイブリッド車はA25A-FXS型となり、3代目の2017年6月改良型で設定されていたターボエンジン車が廃止された。全車WLTCモード走行による排出ガス並びに燃料消費率に対応し、ガソリン車・ハイブリッド車共に「平成30年排出ガス基準75 %低減レベル（☆☆☆☆☆）」認定を取得した。なお、ハイブリッド車はE-Fourに加え、2WDが新設定された。2022年9月の一部改良では、ハイブリッド・E-Four車をベースに、フロントモーターを高出力仕様の5NM型に換装し、リチウムイオンバッテリーも高出力・高容量化されたプラグインハイブリッド車が新設された。
予防安全パッケージ「Toyota Safety Sense」はプリクラッシュセーフティが歩行者（昼夜）や昼間の自転車運転者にも検知可能になるなど第二世代へ移行され、2022年9月の一部改良により交差点右折時の対向直進車及び右左折時の対向方向から横断してくる歩行者の検知にも対応。2025年6月の一部改良で夜の自転車運転者、昼の自動二輪車、交差点右左折時の横断自転車運転者、交差点に進入する際の車両及び自動二輪車にも対応した。デジタルインナーミラーにはトヨタ車で初採用となる前方カメラとデジタルインナーミラー用後方カメラが捉えた走行中の映像をSDメモリーカードに録画する前後方録画機能が新たに搭載された。なお、ドアミラーの部品は3代目から継承されている。

### 年表
2020年4月13日
4代目モデルのプロトタイプ車両のデザイン並びにティザーサイトが公開。6月頃の発売予定がアナウンスされていた。
2020年6月17日
フルモデルチェンジを正式に発表、同日より発売された。
グレード体系はガソリン仕様・ハイブリッド仕様共通で「S」・「G」・「Z」の3グレードに再編され、「G」と「Z」には「Leather Package」が設定された。
キャッチフレーズは「またひとつ、世界を新しく。」。
2020年7月17日
前日の7月16日までの約1ヶ月で月販販売目標（3,100台）の14倍以上となる約45,000台の受注があり、これに伴ってユーザーへの到着までに期間を要することが発表された。
2021年2月
マレーシアで発売。
2022年7月25日
注文している一部の顧客に対して契約を取り消すと共に、新規の受注についても停止していることが複数の報道機関から報じられた。半導体不足や新型コロナウイルス感染拡大に伴う、中国・上海でのロックダウン（都市封鎖）政策などの影響で本モデルの納期が想定以上に遅延していることが原因としており、注文を取り消さざるを得なくなった顧客に対しては後述する改良型をトヨタ自動車やディーラー店が一部価格を負担した上で提供するとしている。
2022年9月26日
一部改良、並びにプラグインハイブリッド車の追加が発表された（一部改良モデルは10月4日、プラグインハイブリッド車は10月31日に順次発売）。
一部改良では前述したプリクラッシュセーフティの機能向上に加えて、コネクテッドナビ対応のディスプレイオーディオが標準装備され、一部グレードには12.3型の大画面仕様を採用。「T-Connect」サービスの有料オプションで車内Wi-Fiも利用できるようになった。また、「Leather Package」は「G」への設定を廃止し、最上位グレードの「Z」のみの設定となった。
プラグインハイブリッド車は「Z」に設定され、フロントグリルがブラックメタリック塗装+スモークメッキモールのアッパー部と、艶あり黒塗装のメッシュタイプとしたロア部で構成された専用デザインとなるほか、バンパーメッキモールをスモークメッキに変更し、艶あり黒塗装のバンパーロア（フロント・リア）や後席シートヒーターなどの専用装備も備わる。
ボディカラーはパール系（メーカーオプション）のホワイトパールクリスタルシャインをプラチナホワイトパールマイカへ入替。プラグインハイブリッド車はプレシャスブラックパール、センシュアルレッドマイカ、プラチナホワイトパールマイカ（3色すべてメーカーオプション）に、専用色のグレーメタリックを加えた4色が設定される。
2025年6月11日
一部改良並びに特別仕様車「Night Shade」が発売された。
プラグインハイブリッド車が「G」にも拡大設定された一方、「S」が廃止された。
「Toyota Safety Sense」は機能強化され、前述したプリクラッシュセーフティの検知範囲拡張に加え、安全運転のサポートを図るプロアクティブドライビングアシストを追加。また、ブラインドスポットモニターのセンサーを活用した安心降車アシストや後方車両への接近警報も追加された。
そのほか、ステアリングヒーター・シートヒーター（運転席・助手席）・寒冷地仕様が全グレード標準化され、「Z」のプラグインハイブリッド車と「Z"Leather Package"」はおくだけ充電とデジタルキーも標準化された。
なお、今回の一部改良に伴い、ハイブリッド車とプラグインハイブリッド車はリアゲート右側に装着されているシンボルマークが"HYBRID SYNERGY DRIVE/PLUG-IN HYBRID"からカーボンニュートラルバッジ（"BEYOND ZERO"タイプのHEV/PHEV）へ変更され、プラグインハイブリッド車はフロントフェンダーへのシンボルマーク装着が廃止された。ボディカラーはグレーメタリック（プラグインハイブリッド車専用色）、プレシャスブラックパール（メーカーオプション）、ブラック（ガソリン車・ハイブリッド車専用色）、プラチナホワイトパールマイカ（メーカーオプション）の全4色に整理された。
「Night Shade」は「Z」（Leather Packageを含む）のハイブリッド車をベースに、車名エンブレム、カーボンニュートラルバッジ（HEV）、アルミホイールをブラック塗装に、フロントアッパーグリルをブラックメタリック塗装に、プロジェクター式LEDヘッドランプをダーク仕様/ブラックレフに、足回り（フロントロアグリル・バンパーロア(フロント・リア共)・ロッカーモール）を艶あり黒塗装に、それぞれ変更した。
2025年7月17日
トヨタはハリアーのリコールを国土交通省に届け出た。2022年6月から2025年6月までの製造分が対象で、リコールの内容は、運転席の前にある速度計や警告灯などの表示パネルのプログラムが不適切なため、長期間乗っているとエンジンをかけた際に画面が映らなくなる。現時点で不具合が33件報告されている。トヨタは準備が出来次第、全国の販売店で無料のプログラムの書き換えを行う。

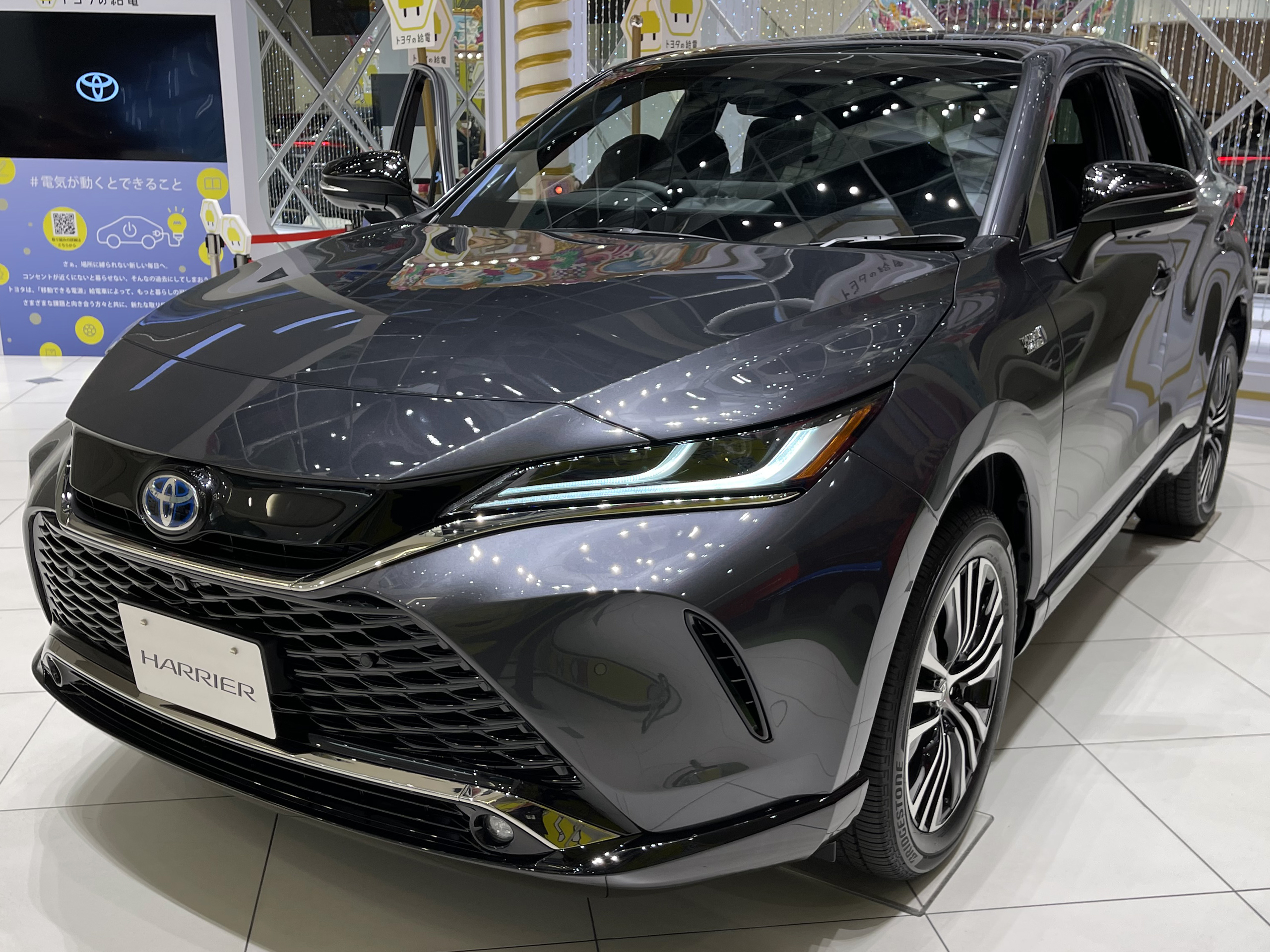
プラグインハイブリッド Z
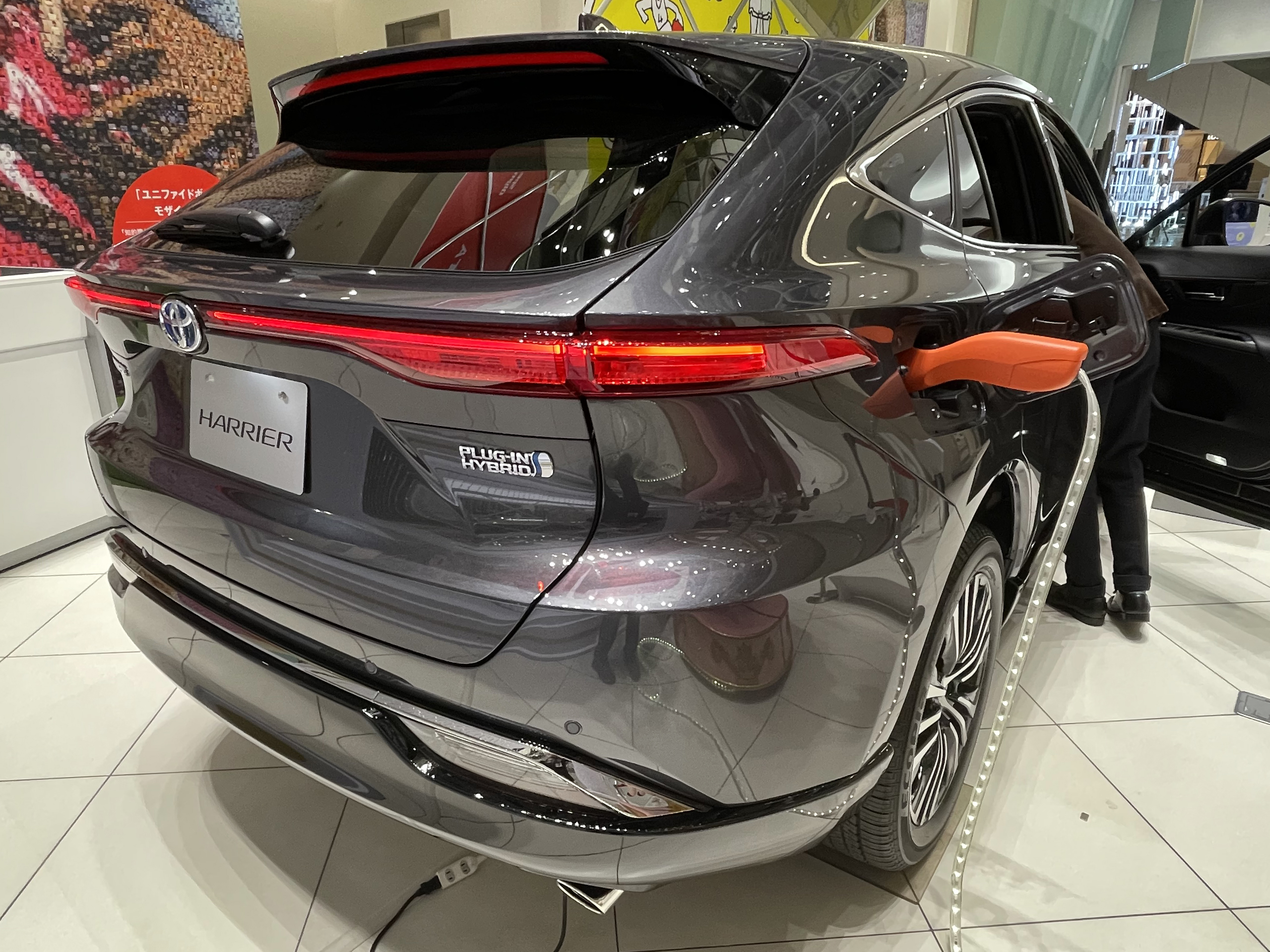
プラグインハイブリッド Z リア
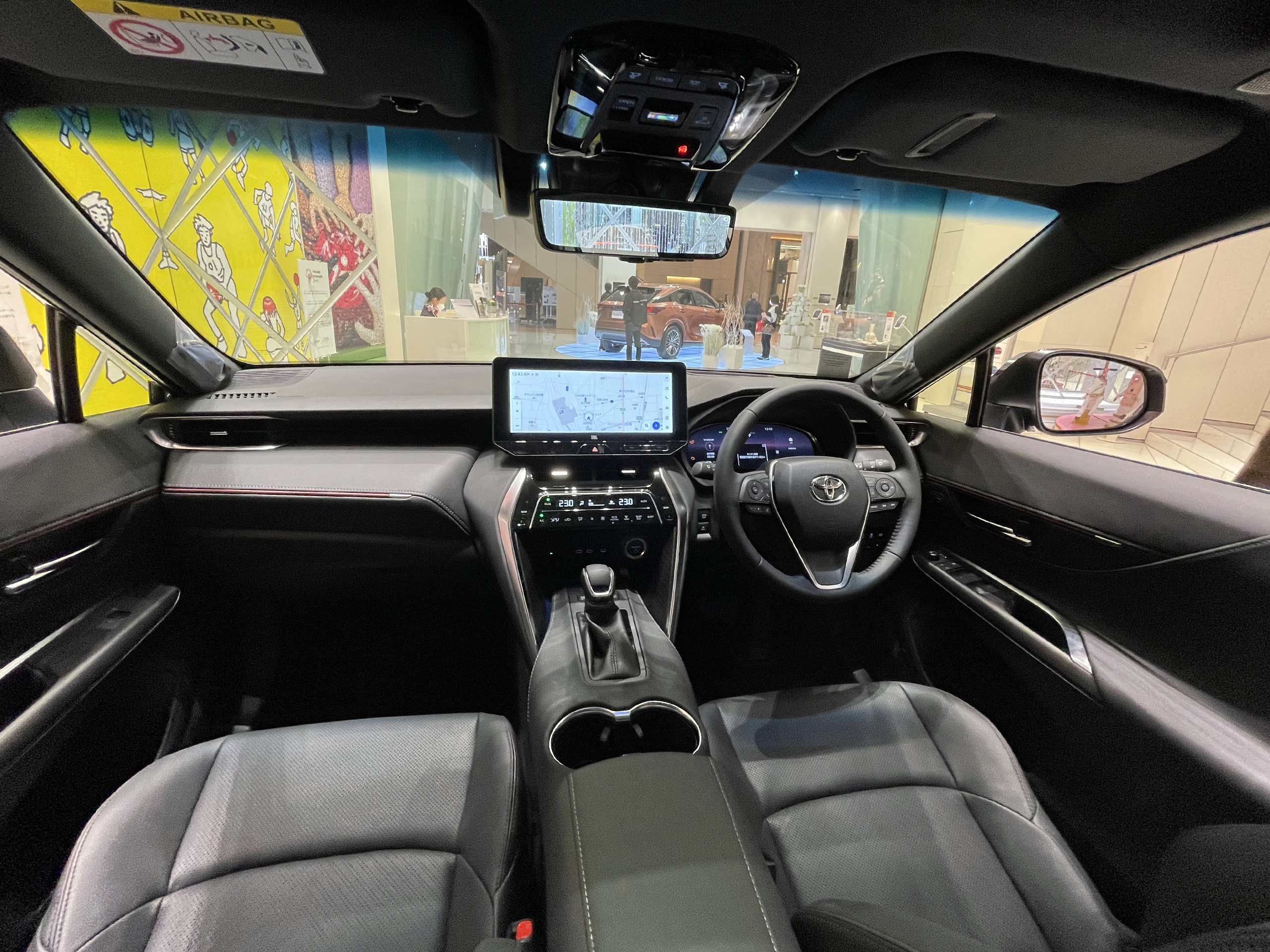
プラグインハイブリッド Z インテリア

### グレード構成
装備内容は2025年6月改良時点での内容となる。
- G - 18インチアルミホイール（切削光輝+ダークグレーメタリック塗装）、バックガイドモニター、LEDサイドターンランプ付オート電動格納式リモコンカラードドアミラー（エンブレムマーク付ドアミラー足元照明/ヒーター/補助確認装置付）、ディスプレイオーディオ（コネクテッドナビ対応）などが装備された上級グレード。「S」廃止後はエントリーグレードを兼ねるようになった。
- Z - 「G」の装備内容をベースに、パノラミックビューモニター（床下透過表示機能付）、カラーヘッドアップディスプレイを追加し、タイヤとアルミホイールを19インチにサイズアップ（アルミホイールはスーパークロームメタリック塗装に変更）され、パーキングサポートブレーキに後方歩行者、LEDサイドターンランプ付オート電動格納式リモコンカラードドアミラーにカメラ（左右）、イルミネーテッドエントリーシステムにフロントドアスカッフイルミネーションをそれぞれ追加、ディスプレイオーディオが車載ナビ・FM多重VICS・光ビーコンユニットを追加し、スピーカーをJBLアンプ仕様の9スピーカーとしたPlusへグレードアップ視した最上位グレード。
  - Z"Leather Package" - 「Z」の装備内容をベースに、デジタルキー、ポジションメモリー（ステアリング・シート）、運転席オートスライドアウェイ、前席シートベンチレーション、前席シートヒーターを追加し、シート表皮を本革とした仕様。

## 販売チャンネル

### 初代～3代目(1997-2020)
- トヨペット店
  - 当初はビスタ店（現ネッツ店）と併売だったが、クルーガーVの発売によりトヨペット店の専売になった。
  - 大阪地区では2006年8月7日までトヨタ店で販売していた。
  - 東京都では、2019年4月1日のディーラー統合に伴ってトヨタモビリティ東京での取り扱いに移行し、カローラ店系列のトヨタ西東京カローラやネッツ店系列のネッツトヨタ多摩やネッツトヨタ東都でも取り扱われている。

### 4代目～(2020-)
- トヨタ全チャンネル(トヨタ店・トヨペット店・トヨタカローラ店・ネッツ店)
  - 2020年5月からトヨタ全販売店での全車種併売化が行われた[23]。

## 車名の由来
- タカ科の鳥「チュウヒ」の英名「HARRIER」から。エンブレムもチュウヒを図案化したものを採用。